# Bahraini Premier League 2015/16
Die Bahraini Premier League 2015/16 ist die 60. Spielzeit der höchsten bahrainischen Fußballliga seit der offiziellen Einführung im Jahr 1956. Die Saison begann am 26. Oktober 2015 und endete am 19. Mai 2016. Titelverteidiger war der Muharraq Club.

## Teilnehmer und ihre Spielstätten
| Team               | Stadt     | Heimstadion                 |
| ------------------ | --------- | --------------------------- |
| al-Hidd            | al-Hidd   | Al Muharraq Stadium         |
| al-Hala            | Muharraq  | Al Muharraq Stadium         |
| Al-Muharraq        | Muharraq  | Al Muharraq Stadion         |
| al-Ahli            | Manama    | al-Ahli Stadion             |
| Bahrain Club       | Muharraq  | Al Muharraq Stadium         |
| Bahrain Riffa Club | Riffa     | Nationalstadion Bahrain     |
| Busaiteen Club     | Busaiteen |                             |
| East Riffa Club    | Manama    | Al Ahli Stadion             |
| Malkiya Club       | Malkiya   | Khalifa Sports City Stadium |
| Manama Club        | Manama    | Nationalstadion Bahrain     |

## Abschlusstabelle
| Pl. | Verein             | Sp. | S  | U | N  | Tore    | Diff. | Punkte |
| --- | ------------------ | --- | -- | - | -- | ------- | ----- | ------ |
| 1.  | al-Hidd (P)        | 18  | 12 | 6 | 0  | 039:150 | +24   | 42     |
| 2.  | Al-Muharraq (M)    | 18  | 9  | 5 | 4  | 031:210 | +10   | 32     |
| 3.  | Malkiya Club       | 18  | 7  | 6 | 5  | 023:200 | +3    | 27     |
| 4.  | Bahrain Riffa Club | 18  | 7  | 2 | 9  | 022:260 | −4    | 23     |
| 5.  | East Riffa Club    | 18  | 6  | 4 | 8  | 022:180 | +4    | 22     |
| 6.  | Al-Ahli (N)        | 18  | 5  | 7 | 6  | 022:210 | +1    | 22     |
| 7.  | Manama Club        | 18  | 6  | 3 | 9  | 017:270 | −10   | 21     |
| 8.  | al-Hala            | 18  | 5  | 5 | 8  | 022:310 | −9    | 20     |
| 9.  | Busaiteen Club     | 18  | 6  | 2 | 10 | 017:310 | −14   | 20     |
| 10. | Sitra Club (N)     | 18  | 4  | 6 | 8  | 020:250 | −5    | 18     |

| Zum Saisonende 2015/16: |                                  |
| Bahrainischer Meister und Teilnahme an der zweiten Qualifikationsrunde zur AFC Champions League 2017: al-Hidd Pokalsieger, Teilnahme an der GCC Champions League 2017 und am AFC Cup 2017: Al-Muharraq Teilnahme an der GCC Champions League 2017: Malkiya Club Abstieg in die Bahrain Second Division 2017: Busaiteen Club & Sitra Club |                                  |
| |                                  |
| Zum Saisonende 2014/15: |                                  |
| (M) | Amtierender Meister: Al-Muharraq |
| (P) | Amtierender Pokalsieger: al-Hidd |
| (N) | Aufsteiger: Al-Ahli & Sitra Club |

## Torschützenliste
Bei gleicher Anzahl von Treffern sind die Spieler nach alphabetisch sortiert.
| Platz                  | Spieler                 | Mannschaft      | Tore |
| ---------------------- | ----------------------- | --------------- | ---- |
| 01                     | Ismail Abdullatif       | Muharraq Club   | 17   |
| 02                     | Mohamed Al Romaihi      | al-Hidd         | 16   |
| 03                     | Issa Abd Al Wahab       | Malkiya Club    | 10   |
| 04                     | Sami Al Husaini         | East Riffa Club | 7    |
|                        | Ali Abdulrasol Al Osfor | Sitra Club      | 7    |
|                        | Diego Silva             | al-Ahli         | 7    |
|                        | Romeu Torres            | al-Hala         | 7    |
| Stand: Ende der Saison |                         |                 |      |